# Новое (Татарбунарский район)
Новое (укр. Нове) — село, относится к Татарбунарскому району Одесской области Украины.
Население по переписи 2001 года составляло 278 человек. Почтовый индекс — 68152. Телефонный код — 4844. Занимает площадь 0,85 км². Код КОАТУУ — 5125082403.

## История
В 1945 г. Указом ПВС УССР хутор Фердинанд переименован в Новый.

## Местный совет
68152, Одесская обл., Татарбунарский р-н, с. Жёлтый Яр